# Ravno (Bosnië en Herzegovina)
Ravno is een dorp en gemeente in de Federatie van Bosnië en Herzegovina in Bosnië en Herzegovina in het kanton Herzegovina-Neretva.
Ravno telt 1346 inwoners. De oppervlakte bedraagt 286 km², de bevolkingsdichtheid is 4,7 inwoners per km². 
Op het grondgebied van de gemeente bevindt zich de grot Vjetrenica, in 2024 erkend als UNESCO werelderfgoed.
Het dorp is 'bekend' geworden doordat het eind 1991 is aangevallen en vernietigd door het JNA, het Joegoslavische leger dat destijds bezig was met hevige aanvallen op Dubrovnik in Kroatië.
Deze aanval betekende tevens de eerste oorlogshandeling in Bosnië en Herzegovina waar in het voorjaar van 1992 een hevige oorlog, maar ook etnische zuiveringen van Bosnische bevolking zou beginnen. In maart 1992 volgde de inname van Bijeljina en in april waren Foča, Zvornik, Višegrad en Krupa aan de beurt. Eind 1992 was meer dan 70% van Bosnië en Herzegovina in handen van Servische strijders.
Federatie van Bosnië en Herzegovina:

Banovići · Bihać · Bosanska Krupa · Bosanski Petrovac · Bosansko Grahovo · Breza · Bugojno · Busovača · Bužim · Čapljina · Cazin · Čelić · Centar · Čitluk · Drvar · Doboj Istok · Doboj Jug · Dobretići · Domaljevac-Šamac · Donji Vakuf · Foča-Ustikolina · Fojnica · Glamoč · Goražde · Gornji Vakuf-Uskoplje · Gračanica · Gradačac · Grude · Hadžići · Ilidža · Ilijaš · Jablanica · Jajce · Kakanj · Kalesija · Kiseljak · Kladanj · Ključ · Konjic · Kreševo · Kupres · Livno · Ljubuški · Lukavac · Maglaj · Mostar · Neum · Novi Grad · Novo Sarajevo · Novi Travnik · Odžak · Olovo · Orašje · Pale-Prača · Posušje · Prozor-Rama · Ravno · Sanski Most · Sapna · Široki Brijeg · Srebrenik · Stari Grad · Stolac · Teočak · Tešanj · Tomislavgrad · Travnik · Trnovo · Tuzla · Usora · Vareš · Velika Kladuša · Visoko · Vitez · Vogošća · Zavidovići · Zenica · Žepče · Živinice

De hoofdstad Sarajevo bestaat uit de gemeenten Centar, Novi Grad, Novo Sarajevo en Stari Grad.
Servische Republiek:

Banja Luka · Berkovići · Bijeljina · Bileća · Bosanska Kostajnica · Brod · Bratunac · Čajniče · Čelinac · Derventa · Doboj · Donji Žabar · Foča · Gacko · Gradiška · Han Pijesak · Istočni Drvar · Istočna Ilidža · Istočni Mostar · Istočno Novo Sarajevo · Istočno Sarajevo · Istočni Stari Grad · Jezero · Kalinovik · Kneževo · Kozarska Dubica · Kotor Varoš · Krupa na Uni · Srpski Kupres · Laktaši · Ljubinje · Lopare · Milići · Modriča · Mrkonjić Grad · Nevesinje · Novi Grad · Osmaci · Oštra Luka · Pale · Pelagićevo · Petrovac · Petrovo · Prijedor · Prnjavor · Ribnik · Rogatica · Rudo · Šamac · Šekovići · Šipovo · Sokolac · Srbac · Srebrenica · Teslić · Trebinje · Trnovo · Ugljevik · Ustiprača · Višegrad · Vlasenica · Vukosavlje · Zvornik